# Alyth
Alyth je malé skotské okresní město, které se rozkládá pod stejnojmennou horou, 8 km severovýchodně od města Blairgowrie, na okraji rozsáhlého vřesoviště, táhnoucího se až k vesnici Braemar. Rozrostl se z malé vesničky v severní části oblasti Perth and Kinross.
V roce 2011 v obci žilo 2301 obyvatel.
V roce 1488 udělil král Jakub III. Alythu městské právo neboli Burgh of Barony s právem pořádat trhy a jarmarky.
V okolí je většina půdy využívána zemědělsky jako pastviny pro dobytek, rozlehlá pole obilí, kukuřice a brambor, a úhledných, dlouhých řádků malin, rybízu, angreštu a dalších bobulovin. Přes sezónu se Alyth zaplní množstvím sběračů, přijíždějících z východní Evropy, bydlících v karavanových kempech v okolí statků.
Alyth má pravidelné autobusové spojení s většími městy (Perth a Dundee) a také lze odtud vycestovat na Vysočinu, autobusem přes Blairgowrie na Braemar nebo na Pitlochry.

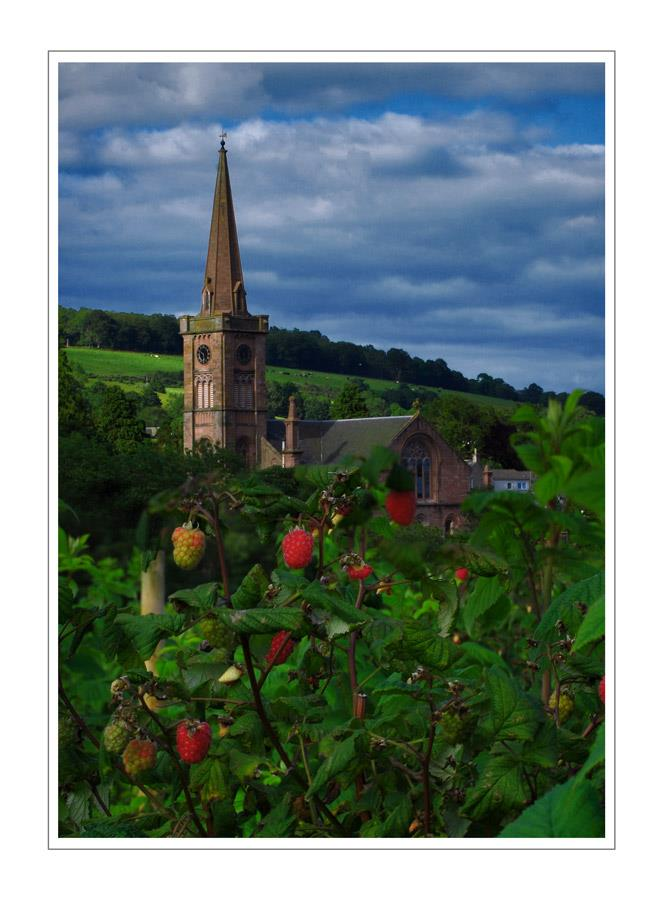
Kostel v Alythu

V Alythu a okolí je kromě ovocnářských hospodářství a pasoucího se dobytka i několik golfových hřišť, hotel, obchody se základním zbožím, rychlé občerstvení u „Tin Tina“, pošta, banka a asi 5 hospůdek a barů. Každý rok v červenci se v místním lesoparku „Den of Alyth“ pořádá minifestival s účastí místních kapel „Jam in the Den“. Alyth má i svůj dudácký band Alyth & District Pipe Band a vydávají místní měsíčník Alyth Voice.

## Okolí

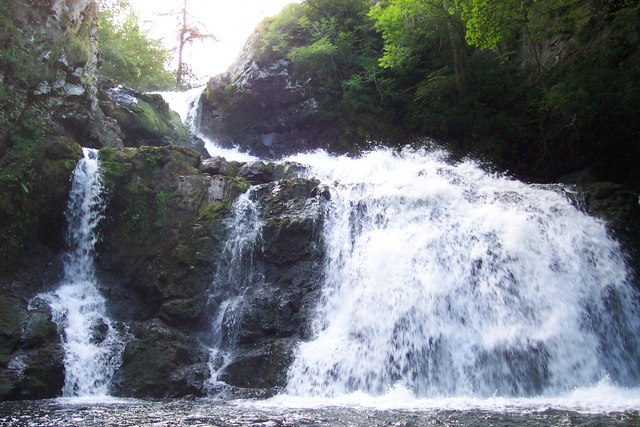
Vodopád Reekie Linn

Asi 8 kilometrů severně od Alythu se na řece Isla nachází vodopád Reekie Linn, jenž patří mezi přístupné vodopády a je situován nedaleko Craigisla Bridge na silnici B954. Za normálních podmínek padá voda v Reekie Linn do hloubky 6 metrů, a pak následuje větší, 18metrový vodopád. Když se řeka rozvodní, oba vodopády splynou do jediného vopádu, který měří 24 metrů.
Zhruba 10 kilometrů jihovýchodně se tyčí 345 metrů vysoký kopec Kinpurney Hill s výhledem do údolí Strathmore. Na vrcholu stojí kamenná vyhlídková věž z 18. století.
Asi 3 km severovýchodně od Alythu na kopci Barry Hill (208 m) se nalézají pozůstatky pevnosti ve které podle Artušovských legend věznil král Mordred královnu Guinevru, choť Artušovu. Pozůstatky se skládají ze série rozpadlých, volných kamenných hradeb, které využívají v místní topografii.